# چشم‌سفید سنفورد
چشم‌سفید سنفورد (نام علمی: Woodfordia lacertosa) نام یک گونه از سرده چشم‌سفید وودفورد است.